# Трейчке, Генрих фон
Ге́нрих фон Тре́йчке (нем. Heinrich von Treitschke; 15 сентября 1834, Дрезден — 28 апреля 1896, Берлин) — крупный немецкий историк, литературный критик, профессор, автор «Истории Германии в XIX веке» в 5 томах, а также политик, проделавший эволюцию от либерализма до консерватизма. Став сторонником национал-государственности, активно пропагандировал свои взгляды с помощью лекций и статей, убеждая вносить свою лепту в создание немецкого духа.

## Биография

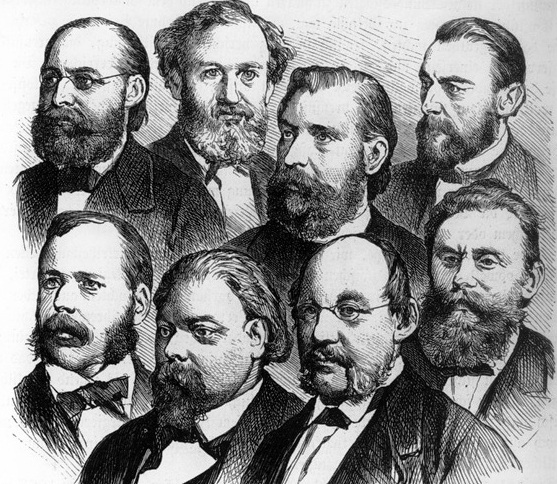
Лидеры Национал-либеральной партии. Верхний ряд: Вильгельм Вехренфеннинг, Эдуард Ласкер, Генрих фон Трейчке, Иоганн фон Микель. Нижний ряд: Франц фон Роггенбах, Карл Браун, Рудольф фон Гнейст, Людвиг Бамбергер

Родился в семье саксонского армейского офицера. Получил образование в университетах Лейпцига и Бонна.
В 1859 году стал преподавателем Лейпцигского университета, в 1863 — Фрайбургского университета. Во время австро-прусской войны 1866 принял прусское гражданство и стал профессором Кильского университета. Преподавал в Гейдельбергском университете, в 1874 году стал профессором истории Берлинского университета.
В 1871 году был избран в германский рейхстаг от Национал-либеральной партии. В 1871—1894 депутат рейхстага. В Национал-либеральной партии состоял до 1878.

## Взгляды на «еврейский вопрос»
Антисемитскую пропаганду Г. фон Трейчке называл грубой и отталкивающей, но присоединялся к претензиям, которые выдвигались против евреев. Он писал об увеличивающейся иммиграции польских евреев, в корне чуждых германской культуре, о недобросовестной конкуренции еврейских торговых фирм, которые подрывали традиционное уважение к труду, о ростовщичестве, о взаимной поддержке третьеразрядных еврейских талантов, которые наводняли интеллектуальные профессии и разлагающе действовали на умы немцев. Он был сторонником ассимиляции евреев, соглашаясь на сохранение ими иудаизма: «наше требование к согражданам-евреям просто и элементарно: пусть они станут немцами, просто и истинно будут чувствовать себя немцами, не искажая при этом свои старинные, святые для них воспоминания и веру, уважаемую всеми нами. Мы не хотим, чтобы на смену тысячелетней культуре Германии пришла эпоха смешанной еврейско-немецкой культуры». В то же время он считал невозможной полную ассимиляцию: «евреи всегда останутся людьми восточного склада, лишь разговаривающими по-немецки… Но можно смягчить различия».
Профессор Дан Михман относит фон Трейчке к «национально-государственной школе» антисемитизма, которая стала одной из предтеч классического расового антисемитизма немецких национал-социалистов.

## Произведения
- Deutsche Geschichte im neunzehnten Jahrhundert, 5 Bd., 1879—1894 («Немецкая история в девятнадцатом столетии», доведена до 1848 года)
- Heinrich von Treitschke, A Word about our Jews, (1879—1880)
- Politics, (English Edition 1916) Volume One Volume Two